# Pandemia de COVID-19 en Finlandia
La pandemia de COVID-19 en Finlandia es parte de la pandemia de la enfermedad por coronavirus 2019 (COVID-19) causada por el síndrome respiratorio agudo severo coronavirus 2 (SARS-CoV-2). El 29 de enero de 2020, se confirmó el primer caso en Finlandia, cuando un turista chino que visitaba Ivalo desde Wuhan dio positivo por el virus.
HHasta el 21 de febrero de 2022, se contabiliza la cifra de 622,717 casos confirmados y 2,329 fallecidos del virus.

## Cronología

#### Enero de 2020
El 27 de enero, el Ministerio de Relaciones Exteriores de Finlandia aconsejó a los ciudadanos evitar viajes innecesarios a la provincia de Hubei en China. Al día siguiente, la compañía aérea finlandesa Finnair anunció la suspensión de cinco rutas semanales a Nanjing y al aeropuerto de Daxing en Pekín hasta finales de marzo.
El 28 de enero, Finlandia confirmó el primer caso de enfermedad por coronavírus. Una ciudadana china de 32 años, procedente de Wuhan, buscó atención médica en Ivalo y dio positivo de SARS-CoV-2. La paciente quedó en cuarentena en el Hospital Central de Laponia, en Rovaniemi. La mujer se recuperó y obtuvo el alta hospitalaria el 5 de febrero, tras dar negativo dos días consecutivos.
El 30 de enero, las autoridades sanitarias de Finlandia estimaron que hasta 24 personas podían haber estado expuestas al virus. El 5 de febrero, se supo que tres de los individuos potencialmente expuestos abandonaron el país, y 14 de los 21 restantes fueron puestos en cuarentena.

#### Febrero de 2020
El 26 de febrero, las autoridades de Finlandia confirmaron el segundo caso por Covid-19, una finlandesa que viajó a Milán y retornó a Finlandia el 22 de febrero, tras presentar los síntomas de una gripe, le fue hecha la prueba y dio positivo de coronavírus en el Hospital Central de la Universidad de Helsinki.
El día 28 de febrero, una mujer finlandesa que viajó al norte de Italia dio positivo en los hospitales de Helsinki y Uusimaa y fue confinada en su casa.

#### Marzo de 2020
El 1 de marzo, tres nuevos casos fueron confirmados en la región de Helsinki, todos ellos asociados a la mujer diagnosticada el 28 de febrero; fueron confinados en casa. Eso elevó el número total de infecciones diagnosticadas en Finlandia a cinco. Más tarde aquel día, 130 personas, incluyendo estudiantes de la escuela de formación de profesores Viikki de la Universidad de Helsinki, fueron puestas en cuarentena tras haber estado en contacto con uno de los diagnosticados.
El 2 de marzo, un nuevo caso fue confirmado, el séptimo en Finlandia: un hombre en la región de Uusimaa.
El 5 de marzo, cinco nuevos casos fueron confirmados: tres en Uusimaa, uno en Pirkanmaa y uno en la región de Tavastia Propia. Uno de los casos en Uusimaa, una mujer en edad activa, está asociado a los casos anteriores en la región de Helsinki. Los otros casos, dos hombres en edad activa, recibieron el virus del norte de Italia. Todos los pacientes están en buena salud y fueron confinados en casa. El caso de Päijänne Tavastia visitó recientemente el norte de Italia. La familia estuvo en cuarentena voluntaria tras el viaje. El caso en Pirkanmaa, una mujer de 44 años, también está en cuarentena y con buena salud. Tres personas estuvieron en contacto próximo con ella. Eso elevó el número total de casos confirmados en Finlandia a doce.
El 6 de marzo, tres nuevos casos fueron confirmados: uno en Uusimaa, otro en Carelia del Sur y un último caso en Ostrobotnia del Norte.

#### Octubre de 2020
El 1 de octubre, THL anunció que el número de casos de coronavirus detectados en Finlandia había superado los 10.000.
El 30 de octubre se notificaron 344 nuevos casos. Este fue un nuevo récord en un solo día desde el comienzo de la pandemia.

#### Diciembre de 2020
Finlandia recibió su primera asignación de la vacuna COVID-19 de Pfizer y BioNTech el 28 de diciembre. Las vacunas comenzaron al día siguiente y los trabajadores de atención médica de primera línea de la UCI del distrito del Hospital Universitario de Helsinki (HUS) se convirtieron en los primeros en recibir la vacuna.
El 28 de diciembre, Finlandia informó sobre sus primeros casos de una nueva variante de SARS-CoV-2 del Reino Unido, después de que una persona que viajó desde Europa occidental dio positivo por COVID-19. El mismo día, también se informó en Finlandia una segunda variante de Sudáfrica, después de que dos personas dieron positivo por COVID-19.
Marzo de 2021
El Gobierno de Finlandia presidido por Sauli Niinistö declaró el lunes 1 de marzo en estado de emergencia para todo el territorio nacional ante el fuerte repunte de contagios de COVID-19 y presentó en el Parlamento de Finlandia (Eduskuntatalo) una propuesta de ley para cerrar los bares y restaurantes durante tres semanas hasta que se calme la situación de la epidemia. Esta medida excepcional que fue avisada el pasado viernes 26 de junio, cuenta con el respaldo del presidente Niinistö, y permitirá al poder ejecutivo aplicar limitaciones temporales sobre ciertos derechos constitucionales para contener la pandemia en la nación europea.

Número de casos (azul) y número de fallecidos (rojo) en una escala logarítmica.

## Estadísticas

### Gráficos

#### Total de casos por edad
Fuente: Estadísticas del coronavirus en Finlandia

#### Total de casos por sexo
Fuente: Estadísticas del coronavirus en Finlandia

## Respuesta de la Unión Europea
A partir de finales del primer trimestre de 2020, varios de los Estados miembros de la Unión se confrontaron a la crisis sanitaria de la pandemia de COVID-19. El impacto mediático generado por la situación, precipitó a los gobiernos nacionales y a las instituciones europeas a una situación sin precedentes, que en marzo, llevó a que los Estados miembros aceptaran la recomendación emitida por la Comisión Von der Leyen sobre lo que deberían hacer para restringir la entrada en el territorio a los residentes extracomunitarios. Casi al mismo tiempo, la Comisión lanzó su primera reserva de material médico con el fin de repartirlo a los Estados de la Unión más afectados por la pandemia.
En abril se sucedieron numerosas acciones políticas en respuesta a la crisis. En primer lugar reaccionó el Banco Central Europeo (BCE) con un programa de compra de títulos para evitar el colapso de los mercados de deuda, lo que contribuyó a estabilizar la situación financiera. Entonces, tras ser aprobada por primera vez la denominada “cláusula general de salvaguarda” prevista para escenarios de graves crisis generalizadas que afecten a la eurozona, la Comisión pudo levantar los límites que fijaba el pacto de estabilidad y crecimiento. De esta forma se autorizó a los gobiernos nacionales a inyectar en la economía tanto dinero «como fuese necesario». A dicha flexibilización se añadieron también los cambios en la autorización de ayudas públicas, ya que la normativa permitió otorgar hasta 800.000 euros por compañía en forma de subvención directa o ventajas fiscales. De manera complementaria, el Eurogrupo logró un acuerdo la segunda semana de abril que estableció los detalles de la primera red de seguridad comunitaria contra los efectos de la pandemia.
Pero el anuncio más destacado llegó el 18 de mayo de 2020, cuando en una rueda de prensa Merkel y Macron presentaron un plan para la UE en el marco de la crisis de la pandemia. Este impulso se integró con varias acciones institucionales de las semanas anteriores, y sirvió de base al plan recuperación económica (Next Generation EU) presentado por Von der Leyen la semana siguiente. Empero, el anuncio conjunto de Merkel y Macron fue impulsado por un fallo del Tribunal Constitucional de Alemania, que días antes había puesto en duda la independencia del Banco Central Europeo (BCE) para mantener a flote las economías de los miembros más vulnerables de la organización, así como la gobernabilidad de la UE. Hasta entonces, Merkel —quien ocho años antes, en el punto más álgido de la crisis del euro, aseguró que no habría eurobonos «mientras yo viva»— se había opuesto a la propuesta de Macron para crear un fondo que obligaría a los 27 a aumentar la deuda de forma conjunta.
En diciembre de 2020, la vacuna Tozinameran contra la COVID-19 logró la autorización de comercialización en la UE. BioNTech (Societas europaea), el laboratorio al origen de dicho producto, había recibido más de 9 millones de euros de financiación de la UE para la investigación durante la década precedente. Además, en junio fue beneficiario de un préstamo de 100 millones de euros del Banco Europeo de Inversiones (BEI), respaldado por la UE. Esto ayudó al laboratorio alemán a ampliar sus capacidades de fabricación y a suministrar la vacuna a nivel mundial.
En el plano internacional, durante el mes de mayo la Comisión lanzó la "Respuesta mundial al coronavirus", una acción que perseguía el «acceso universal a vacunas, tratamientos y tests de coronavirus asequibles». En la primera jornada del evento quedó cubierto el objetivo monetario de 7400 millones de euros, más de un tercio de los cuales procedían de la UE y sus Estados miembros. Este “maratón mundial de donantes”, dio paso al lanzamiento de una campaña denominada Global Goal: Unite for our Future que culminó el 27 de junio con una cumbre mundial de donantes, presidida por Von der Leyen, que recaudo 6.150 millones de euros.